# Soledades. Galerías. Otros poemas
Soledades. Galerías. Otros poemas es un poemario de Antonio Machado. Fue editado por primera vez en Madrid en 1907 incluyendo parte de Soledades, libro anterior, publicado en 1903. Enmarcado en la corriente modernista, el propio Machado definió el conjunto de poemas como «una poda de ramas superfluas en la poesía española». Escrito con predilección por los metros menores y la rima asonante, gira en torno a temas como la infancia, el recuerdo, los sueños, el tiempo y la muerte, con una voz poética impregnada de nostalgia y serenidad, o dicho con las palabras del poeta: el «dolor del tiempo fugitivo» tintado con el «soñar de los sueños».

## Cronología
Libro compuesto de una reiterada relectura de sus anteriores Soledades y escrito (o en muchos casos reescrito) en Madrid, donde en ese periodo Machado vive con su familia. Su publicación sin embargo coincidiría con el traslado del poeta a Soria, ciudad en la que, por Real Orden publicada el 16 de abril de 1907, ocupó plaza como catedrático numerario de Lengua Francesa en el Instituto General y Técnico de la recóndita capital castellana.

## Visiones críticas
Más allá de sus reconocidos motivos modernistas —muy mejorados con intensas dosis de intimismo y «hondura metafísica»—, el tríptico machadiano de estas Soledades. Galerías. Otros poemas, recupera y renueva la influencia de la poesía de Gustavo Adolfo Bécquer sintetizando un estilo casi conceptista con la frescura comedida del popularismo andalucista. Así lo presentaba Max Aub en 1966 y así lo han visto también críticos como Manuel Alvar en su edición de las Poesías completas de Machado en 1975, o el hispanista inglés Geoffrey Ribbans, en su trabajada edición de este libro.

## Reconocimientos
El cantautor español Hilario Camacho musicó el poema «Desgarrada la nube; el arco iris» (II poema de Galerías) en su álbum «De paso» (1975) con el título «El agua en sus cabellos».